# Спасько-Михайлівська сільська рада
| Спасько-Михайлівська сільська рада — колишній орган місцевого самоврядування у Олександрівському районі Донецької області з адміністративним центром у c. Спасько-Михайлівка. Сільській раді підпорядковані населені пункти: - c. Спасько-Михайлівка - с. Катеринівка - с. Курицине - с. Новопетрівка - с. Новосергіївка - с. Шевченко |

## Склад ради
Рада складається з 16 депутатів та голови.

## Історія
Донецька обласна рада рішенням від 18 червня 2009 року внесла в адміністративно-територіальний устрій області такі зміни: в Олександрівському районі уточнила назву Спаськомихайлівської сільради на Спасько-Михайлівську.